# Русаље
Русаље или русаљке су биле девојке и жене које су својевремено, само на празник Духова падале у необјашњиви транс током којег су по веровању мештана, успостављале везу за ”оним светом”. Помињу се од 13. века, као прастаро веровање у загробни живот.
Овај необјашњиви догађај понављао се сваке године у селу Дубока све до периода пред Други светски рат. Русаље, то је назив за празник Духова, али и догађај несвестице и падања, који је по веровању сељана овог краја последица усељења духова и вила. 